# William D'Arcy McNickle
(William) D'Arcy McNickle (14 de gener de 1904 – 10 d'octubre de 1977) fou un escriptor, antropòleg i activista amerindi dels Estats Units. D'Arcy McNickle és membre registrat dels Salish Kootenai de la reserva índia Flathead, i es va convertir en un dels més prominents activistes amerindis del segle xx. Va néixer el 14 de gener de 1904, de pare irlandès, William McNickle, i una mare cree-métis, Filomena Parenteau. Va créixer a la Reserva Flathead a St. Ignatius (Montana) i va anar a escoles de les missions fora de la reserva. El 1925 McNickle va vendre la seva assignació de terres a la Reserva Flathead per poder reunir els diners necessaris per estudiar a l'estranger a la Universitat d'Oxford i a la Universitat de Grenoble. Després de tornar als Estats Units, McNickle va viure a la ciutat de Nova York fins que fou contractat per la Bureau of Indian Affairs el 1936.
McNickle treballà sota el Commissionat d'Afers Indis John Collier durant la dècada de 1930 a 1940. La Bureau of Indian Affairs el va contractar primer com a administrador assistent, però pel 1950 fou nomenat cap de la branca de relacions tribals, i aviat n'esdevingué un expert. Va ser nomenat director de la Universitat de Colorado's American Indian Development, Inc el 1952, i va rebre un doctorat en ciències honorari el 1966. Aquell mateix any es va traslladar a el que avui és la Universitat de Regina, per crear el departament d'antropologia. El 1972, va ajudar a crear el Centre per a la Història dels Indis Americans a la Biblioteca Newberry de Chicago; el centre va rebre el seu nom el 1984. També anomenaren en el seu honor la biblioteca del Salish Kootenai College a la Reserva Flathead.
McNickle també fou instrumental en la redaccio del "Declaration of Indian Purpose" per a la Conferència Ameríndia d Chicago (1961), ajudant a formar el National Congress of American Indians, i fou nomenat membre de l'American Anthropological Association.
McNickle es va casar tres cops: amb Joran Jacobine Birkeland el 1926–1938; amb Roma Kaye Haufman el 1939–1967; i amb la cofundadora de l'AID, la sociòloga Viola Gertrude Pfrommer, el 1969-1977. Va tenir dues filles, Antoinette Marie Parenteau McNickle (amb Joran) i Kathleen D'Arcy McNickle (amb Roma). Va morir d'un atac de cor l'octubre de 1977.

## The Surrounded
La contribució literària més coneguda de McNickle's fou la seva novel·la The Surrounded, que parla d'Archilde Leon, un jove mig bitterroot salish que retorna a la reserva índia Flathead qui troba que no es pot comunicar amb el seu pare blanc (espanyol) ni amb la seva tradicionalista mare índia. Archilde comença a trobar el seu lloc a la reserva després que un dels ancians, Modeste, li ensenya les històries de la història dels salish, i Archilde el reconcilia simultàniament amb el seu pare i adopta les tradicions índies de la seva mare. No obstant això, al final de la novel·la, és acusat injustament de dos assassinats (un comès per la seva mare) i es lliura en l'escenes que representa el títol del llibre.

## Organitzacions
- National Congress of American Indians (N.C.A.I)
- American Indian Development, Inc. (A.I.D)

## Contribucions literàries
- The Surrounded (1936)
- Wind From an Enemy Sky (1978)[5]
- The Hawk is Hungry and Other Stories (1992)
- Indian Man: A Life of Oliver La Farge (1971)
- Indians and Other Americans: Two Ways of Life Meet
- Native American Tribalism: Indian Survivals and Renewals
- Runner in the Sun: a story of Indian Maize
- They Came Here First : the Epic of the American Indian (1949)
- The Indian in American Society (for National Congress of American Indians, 1955)
- An Historical Review of Federal-Indian Relationships (American Indian Policy Review Commission, 1975)

## Crítica acadèmica
- Cobb, Daniel M. “Chapter One: Declarations.” In Before Red Power: The Politics of Tribal Self-Determination in Cold War America. Lawrence: University Press of Kansas, 2008.
- Cobb, Daniel M. “Indian Politics in Cold War America: Parallel and Contradiction.” Princeton University Library Chronicle LXVII, no. 2 (winter 2006): 392-419.
- Cobb, Daniel M. “Talking the Language of the Larger World: Politics in Cold War (Native) America.” In Beyond Red Power: New Perspectives on American Indian Politics and Activism. Edited by Daniel M. Cobb and Loretta Fowler. Santa Fe: School of American Research Press, 2007.
- Collier, John. “A Perspective on the United States Indian Situation of 1952 in its Hemispheric and Worldwide Bearing.” América Indígena 13, no. 1 (January 1953): 7-13.
- Cowger, Thomas. The National Congress of American Indians: The Founding Years. Lincoln: University of Nebraska Press, 2001.
- Cracroft, Richard H. Twentieth-century American Western Writers. Detroit: Gale Group, 1999.
- Critical Perspectives on Native American Fiction. Edited by Richard F. Fleck. Washington, D.C.: Three Continents Press, 1993.
- Handbook of Native American Literature. Edited by Andrew Wiget. New York: Garland, 1996.
- Hans, Birgit, ed. “The Hawk is Hungry” & Other Stories: An Annotated Anthology of D'Arcy McNickle’s Short Fiction. Tucson: University of Arizona Press, 1992.
- Hans, Birgit. “Surrounded: The Fiction of D'Arcy McNickle.” Thesis Dissertation (Ph.D.) University of Arizona, 1988.
- Hans, Birgit. The Hawk is Hungry: An Annotated Anthology of D'Arcy McNickle’s Short Fiction. Thesis (M.A.) University of Arizona, 1986.
- Lagrand, James B. Indian Metropolis: Native Americans in Chicago, 1945-75. Chicago: University of Illinois Press, 2002.
- Libby, Orin Grant. The Arikara Narrative of Custer’s Campaign and the Battle of the Little Bighorn. Introduction by D'Arcy McNickle. 1920. Norman: University of Oklahoma Press, 1998.
- Lurie, Nancy Oestreich. “Sol Tax and Tribal Sovereignty,” Human Organization: Journal of the Society for Applied Anthropology, Vol. 58 No. 1 (Spring 1999): 108-117.
- Miller, Jay. Writings in Indian History, 1985-1990. Compiled by Jay Miller, Colin G. Calloway, and Richard A. Sattler. Norman: University of Oklahoma Press, 1995.
- Nagel, Joane. American Indian Ethnic Renewal: Red Power and the Resurgence of Identity and Culture. Nova York: Oxford University Press, 1997.
- Native American Literature: An Anthology. Compiled by Lawana Trout. Lincolnwood, Ill.: NTC Pub. Group, 1999.
- Ortiz, Alfonso. D'Arcy McNickle (1904–1977): Across the River and Up the Hill: A Personal Remembrance. 1980-1989?.
- Ortiz, Simon J. “Towards a National Indian Literature: Cultural Authenticity in Nationalism.” MELUS 8, no. 2 (summer 1981): 7-12.
- Owens, Louis. Other Destinies: Understanding the American Indian Novel. Norman: University of Oklahoma Press, 1992.
- Parker, Dorothy R. “Choosing an Indian Identity: A Biography of D'Arcy McNickle.” Thesis Dissertation (Ph. D.) University of New Mexico, 1988.
- Parker, Dorothy R. “D'Arcy McNickle: Living a Broker’s Life.” In Between Indian and White Worlds: The Cultural Broker. Edited by Margaret Connell Szasz. Norman: University of Oklahoma Press, 1994.
- Parker, Dorothy R. Singing an Indian Song: A Biography of D'Arcy McNickle. Lincoln: University of Nebraska Press, 1992.
- Parker, Dorothy. “D'Arcy McNickle.” In The New Warriors: Native American Leaders since 1900. Lincoln: University of Nebraska Press, 2001.
- Parker, Robert Dale. The Invention of Native American Literature. Ithaca: Cornell University Press, 2003.
- Provinse, John Henry, Thomas Segundo, Sol Tax, and D'Arcy McNickle. The American Indian Now: An NBC Radio Discussion. Chicago: University of Chicago Round Table (Radio Program), 1954.
- Purdy, John Lloyd. Word Ways: The Novels of D'Arcy McNickle. Tucson: University of Arizona Press, 1990.
- Rains, James W. “Today Speaks in Yesterday’s Voice: Writing American Indians into History in the Fiction of D'Arcy McNickle." Thesis Dissertation (Ph.D.) University of Michigan, 2004.
- Roemer, Kenneth M. Native American Writers of the United States. Detroit: Gale Research, 1997.
- Rosier, Paul C. “’They Are Ancestral Homelands': Race, Place, and Politics in Cold War Native America, 1945-1961.” Journal of American History 92, no. 4 (March 2006): 1300-1326.
- Ruppert, James. D'Arcy McNickle. Boise, Idaho: Boise State University, 1988.
- Smoke Rising: The Native American Literary Companion. Edited by Joseph Bruchac, managing editor; Janet Witalec, editor with Sharon Malinowski. Detroit: Visible Ink Press, 1995.
- Squires, Nancy Elam. "Back to the Blanket: The Indian Fiction of Oliver La Farge, Joseph Matthews, D'Arcy McNickle, Ruth Underhill and Frank Waters, 1927-1944." Thesis (Ph.D.) Harvard University, 2004.
- Stories for a Winter’s Night: Short Fiction by Native Americans. Edited by Maurice Kenny. Buffalo, N.Y.: White Pine Press, 2000.
- Straus, Terry, Ron Bowan, and Michael Chapman, “Anthropology, Ethics, and the American Indian Chicago Conference,” American Ethnologist Vol. 13 No. 4 (November 1986): 802-804.
- The Legacy of D'Arcy McNickle: Writer, Historian, Activist. Edited by John Lloyd Purdy. Norman: University of Oklahoma Press, 1996.
- The Singing Spirit: Early Short Stories by North American Indians. Edited by Bernd C. Peyer. Tucson: University of Arizona Press, 1989.
- Thompson, Joan Elizabeth. “The Control of Water and Land: Dams and Irrigation in Novels by Mary Hallock Foote, Mary Hunter Austin, Frank Waters, and D'Arcy McNickle.” Thesis Dissertation (Ph.D) University of Minnesota, 1994.
- Towner, Lawrence William. “D'Arcy McNickle.” In Past Imperfect: Essays on History, Libraries, and the Humanities. Edited by Robert W. Karrow, Jr. and Alfred F. Young, with an introduction by Alfred F. Young. Chicago: University of Chicago Press, 1993.
- Voice of the Turtle: American Indian Literature, 1900-1970. Edited by Paula Gunn Allen. New York: Ballantine Books, 1994.